# Les Cavaliers de la route
Les Cavaliers de la route (Polizeifunk ruft) est une série télévisée en coproduction française-ouest-allemande-japonaise-canadienne en 52 épisodes de 26 minutes diffusée entre le 5 décembre 1966 et le 11 mars 1970 sur ARD.
Au Québec, la série a été diffusée à partir du 7 mars 1968 à la Télévision de Radio-Canada, et en France à partir du 3 mai 1969 sur la première chaîne de l'ORTF.

## Synopsis
Policier allemand, Hartman est également champion du monde de moto acrobatique, talent qui le conduit en mission à travers le monde.

## Distribution
- Karl-Heinz Hess (de) : Hartmann
- Josef Dahmen : Koldehoff (33 épisodes)
- Karl-Heinz Kreienbaum (de) : Karl Kröger (31 épisodes)
- Eckart Dux (de) : Schlüter (29 épisodes)
- Karin Lieneweg (de) : Inge Campen (21 épisodes)
- Günter Lüdke (de) : Bollmann (13 épisodes)
- Heinz G. Lück (de) : Castorp (7 épisodes)
- Jean-Claude Charnay : Brigadier Jacques Duval (5 épisodes)

## Épisodes
| Titre                                      | Ordre de présentation de l’INA | Ordre de diffusion | Pays où se déroule l’action |
| ------------------------------------------ | ------------------------------ | ------------------ | --------------------------- |
| L'Éléphant en peluche                      | 1                              | 12                 | Japon                       |
| La Méprise                                 | 2                              | 13                 | Japon                       |
| Les Blousons noirs                         | 3                              | 10                 | France                      |
| Délit de fuite                             | 4                              | 8                  | France                      |
| La Noce tragique                           | 5                              | 9                  | France                      |
| Accident de vacances                       | 6                              | 7                  | France                      |
| Le Retour                                  | 7                              | 11                 | France                      |
| Oranges à la marijuana                     | 8                              | 3                  | Allemagne                   |
| Les Voleurs de tapis                       | 9                              | 4                  | Allemagne                   |
| Le Rat de vestiaire                        | 10                             | 2                  | Allemagne                   |
| Fret pour Beyrouth (Luftfracht für Beirut) | 11                             | 6                  | Allemagne                   |
| L'Échec                                    | 12                             | 5                  | Allemagne                   |
| Sur la mauvaise pente                      | 13                             | 1                  | Allemagne                   |